# 야마다 지아키
야마다 지아키(일본어: 山田 千愛, 1966년 8월 2일 ~ )는 일본의 은퇴한 여자 축구 선수이다.

## 국가대표팀 경력
그녀는 1984년 10월 17일 이탈리아과의 경기에서 일본 국가대표팀에 데뷔했다. 1989년 AFC 여자 축구 선수권 대회 3위 획득에 기여했다. 그녀는 1989년까지 국제 A매치 21경기에 출전해서 3득점을 넣었다.

## 통계
| 일본 | 일본 | 일본 |
| 연도 | 출전 | 득점 |
| ---- | ---- | ---- |
| 1984 | 2    | 0    |
| 1985 | 0    | 0    |
| 1986 | 6    | 0    |
| 1987 | 4    | 1    |
| 1988 | 2    | 0    |
| 1989 | 7    | 2    |
| 통산 | 21   | 3    |